# بلوبند (ویرجینیای غربی)
بلوبند (به انگلیسی: Blue Bend) یک منطقهٔ مسکونی در ایالات متحده آمریکا است که در شهرستان گرین‌بریر، ویرجینیای غربی واقع شده‌است. بلوبند ۵۹۴٫۰۶ متر بالاتر از سطح دریا واقع شده‌است.